# Préaux-Saint-Sébastien
Préaux-Saint-Sébastien is een plaats en voormalige gemeente in het Franse departement Calvados in de regio Normandië. De plaats telt 36 inwoners (2009) en maakt deel uit van het arrondissement Lisieux.

## Geschiedenis
De gemeente maakte deel uit van het kanton Orbec totdat dit op 22 maart 2015 werd opgeheven en Préaux-Saint-Sébastien, net als de meeste gemeenten in het kanton, werd opgenomen in het aangrenzende kanton Livarot. Op 1 januari 2016 werd de gemeente opgeheven en opgenomen in de op die dag gevormde commune nouvelle Livarot-Pays-d'Auge.

## Geografie
De oppervlakte van Préaux-Saint-Sébastien bedraagt 3,8 km², de bevolkingsdichtheid is dus 9,5 inwoners per km².
De onderstaande kaart toont de ligging van Préaux-Saint-Sébastien met de belangrijkste infrastructuur en aangrenzende gemeenten.

## Demografie
Onderstaande figuur toont het verloop van het inwonertal (bron: INSEE-tellingen).
Vanwege een beveiligingsprobleem met de MediaWiki Graph-software is het momenteel niet mogelijk deze grafiek weer te geven. Zodra de software is bijgewerkt zal de grafiek vanzelf weer zichtbaar worden.
Auquainville · Les Autels-Saint-Bazile · Bellou · Cerqueux · Cheffreville · La Croupte · Familly · Fervaques · Heurtevent · Livarot · Le Mesnil-Bacley · Le Mesnil-Durand · Le Mesnil-Germain · Meulles · Les Moutiers-Hubert · Notre-Dame-de-Courson · Préaux-Saint-Sébastien · Sainte-Marguerite-des-Loges · Saint-Martin-du-Mesnil-Oury · Saint-Michel-de-Livet · Saint-Ouen-le-Houx · Tonnencourt · Tortisambert